# Quando una stella muore
Quando una stella muore è il primo singolo della cantautrice soul-pop italiana Giorgia estratto dal nono album di inediti Senza paura, pubblicato il 4 ottobre 2013 dall'etichetta discografica Dischi di cioccolata e distribuita dalla Sony.
Il brano si è aggiudicata una nomination ai World Music Awards nella categoria "Best Song".

## Il brano
Il brano, scritto da Giorgia stessa con la collaborazione di Patrizio Moi e Norma Jean Martine, anticipa l'uscita (prevista il 5 novembre 2013) del nono album di inediti della cantautrice romana. Giorgia in Quando una stella muore affronta sonorità soul mescolate all'intimità di una struggente ballad. Il brano è entrato in rotazione radiofonica a partire da venerdì 4 ottobre, primo singolo estratto dal nuovo album d'inediti, registrato in presa diretta a Los Angeles dai musicisti Gary Novak, Reggie Hamilton, Michael Landau, Jeff Babko, condotti da Michele Canova Iorfida.

## Il video
La cantautrice ha registrato a Fiorano Modenese, in provincia di Modena, alcune scene di Quando una stella muore. Come ambientazione del video musicale è stata scelta l'area delle Salse di Nirano, nota per il fenomeno geologico delle salse eruttive che restituiscono un paesaggio suggestivo e lunare, ricoperto di coni vulcanici. Altre riprese del video sono invece state realizzate in Veneto, al Parco naturale delle Cascate di Molina, girate tra foreste, fiumi e cascate, e presso il Ponte di Veja, un arco naturale sempre nello Parco naturale regionale della Lessinia. Il video di Quando una stella muore, diretto da Gaetano Morbioli, che è stato trasmesso in anteprima tv su Sky Uno HD, dall'11 ottobre 2013 al 13 ottobre 2013 ha debuttato al primo posto della classifica dei video più scaricati su iTunes. A dicembre, risultava al 4º posto nella Top 30 dei video più scaricati su iTunes Italia.
Nel video la cantante cammina a piedi nudi sporchi e sui quali salgono formiche.

## Tracce
1. Quando una stella muore – 3:23 (Giorgia, Patrizio Moi, Norma Jean Martine)

## Successo commerciale
Il brano, alla sua pubblicazione, debutta alla 17ª posizione della Top Singoli, per salire la settimana seguente alla 11ª posizione, e successivamente entrare durante la terza settimana di rilevamento nella top10, attestandosi alla 10ª posizione. Dopo aver toccato la 15ª e la 18ª posizione, il singolo ha nuovamente raggiunto la 10ª posizione della top10, durante la sesta settimana di permanenza nella Top Singoli.
Il 6 dicembre 2013 il singolo viene certificato disco d'oro dalla FIMI per le oltre 15 000 copie vendute, dato salito a 30 000 copie il 4 aprile 2014, venendo quindi certificato disco di platino.

## Classifiche
| Classifica (2013) | Posizione massima |
| ----------------- | ----------------- |
| Europa            | 52                |
| Italia            | 10                |

### Classifiche di fine anno
| Classifica (2013) | Posizione |
| ----------------- | --------- |
| Italia            | 81        |